# SuRie
SuRie (* 18. Februar 1989 in Harlow, Essex als Susanna Marie Cork) ist eine britische Sängerin und Songwriterin. Sie vertrat das Vereinigte Königreich beim Eurovision Song Contest 2018 in Lissabon mit dem Titel Storm, mit dem sie die Vorentscheidungs-Show „You Decide“ gewann.

## Leben
SuRie ist die Enkelin des Biochemikers Hans Leo Kornberg.
SuRie begann ihre musikalische Karriere im Alter von 12 Jahren, neben dem Singen und Komponieren eigener Musikstücke spielte sie Klavier und Oboe. Sie absolvierte Auftritte in der Royal Albert Hall und der St Paul’s Cathedral in London sowie im Markusdom in Venedig. Mit 16 Jahren trat sie in der Rolle der Fantine im Musical Les Misérables im Londoner Queen’s Theatre auf. Ihre Ausbildung absolvierte sie an der Royal Academy of Music.
Beim Eurovision Song Contest 2015 in Wien war SuRie Backgroundsängerin und -tänzerin für den belgischen Teilnehmer Loïc Nottet. Für den Titel City Lights, mit dem die belgische Sängerin Blanche beim Eurovision Song Contest 2017 in Kiew antrat, übernahm SuRie die musikalische Leitung.
Beim Eurovision Song Contest 2018 trat SuRie mit dem Song Storm an. Während ihres Auftritts stürmte ein Flitzer auf die Bühne und entriss ihr das Mikrofon. Die Jury entschied, dass sie ihren Song noch einmal hätte wiederholen dürfen, worauf die Sängerin jedoch verzichtete. Sie landete am Ende auf dem drittletzten Platz.

## Diskografie

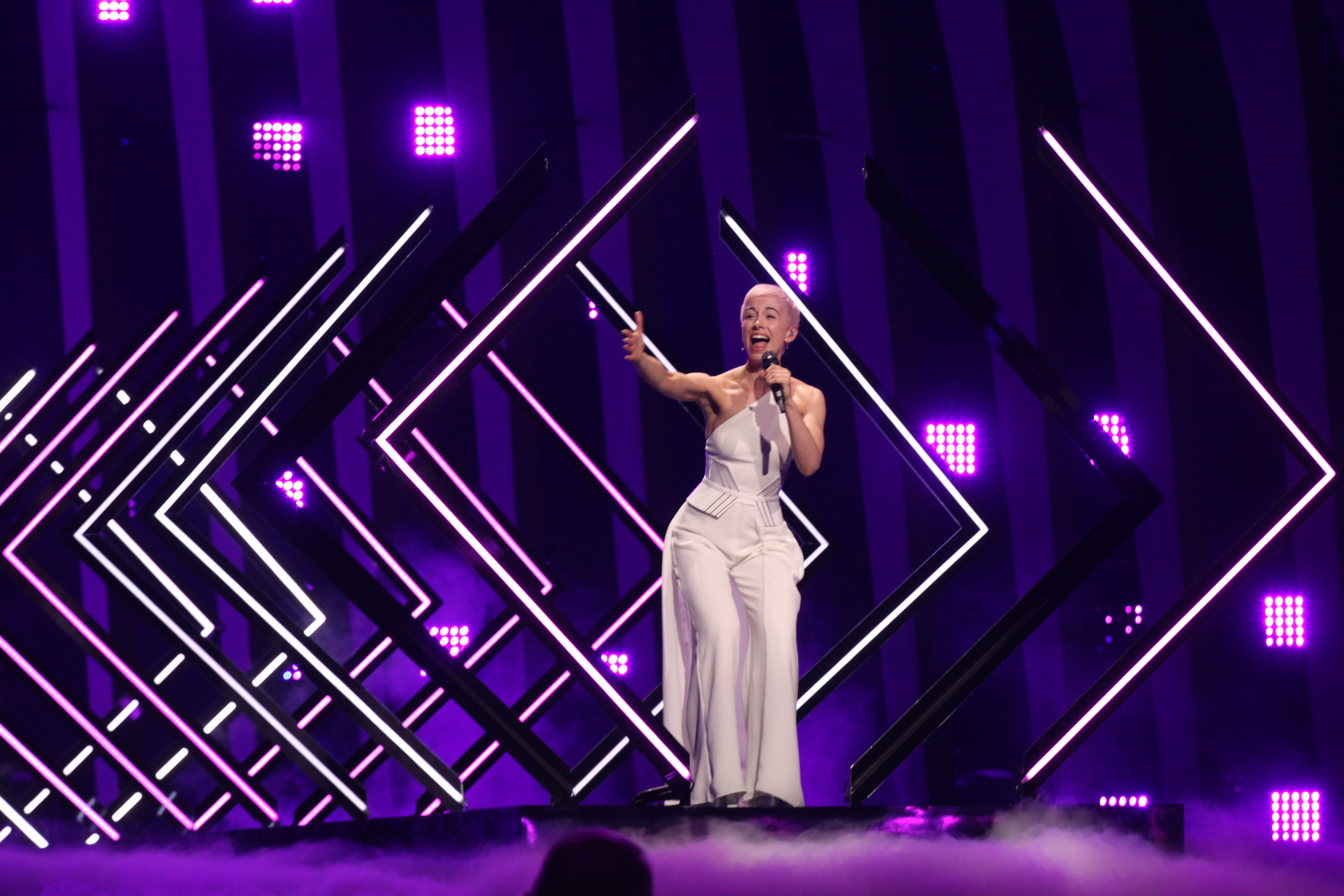
SuRie beim Eurovision Song Contest 2018

### Alben
- 2016: Something Beginning With… (MMP)
- 2019: Dozen (MMP)

### EPs
- 2016: SuRie (Scarlett Audio)
- 2016: Out Of Universe (Silent Audio)
- 2020: Rye (MMP)

### Singles
- 2017: Lover, You Should’ve Come Over
- 2018: Storm
- 2018: Taking It Over
- 2019: Just You and I